# Рок Ајланд (Вашингтон)
Рок Ајланд (енгл. Rock Island) град је у америчкој савезној држави Вашингтон. По попису становништва из 2010. у њему је живело 788 становника.

## Демографија
Према попису становништва из 2010. у граду је живело 788 становника, што је 75 (8,7%) становника мање него 2000. године.
| Група             | 2000.       | 2010.       |
| Белци             | 564 (65,4%) | 369 (46,8%) |
| Афроамериканци    | 7 (0,8%)    | 6 (0,8%)    |
| Азијати           | 6 (0,7%)    | 1 (0,1%)    |
| Хиспаноамериканци | 264 (30,6%) | 405 (51,4%) |
| Укупно            | 863         | 788         |